# Fernando Aguirre Cordero
Fernando Aguirre Cordero (Cuenca, 5 de noviembre de 1969) un político ecuatoriano, conocido mayormente en provincia de Azuay, desempeñó cargos de elección popular y designación, fue gobernador de su provincia y legislador dos ocasiones. Es militante y presidente provincial del Partido Social Cristiano.

## Biografía
Fernando Aguirre nació en la ciudad de Cuenca el 5 de noviembre de 1969, estudió en el colegio particular Borja, sus estudios superiores los realizó en la Universidad Espíritu Santo de Guayaqui, luego estudió en otras universidades extranjeras. Fue militar y combatió en la Guerra del Cenepa. Se inició en la política ecuatoriana y cuencana junto a Lucio Gutiérrez, con quien participó en la rebelión del 21 de enero de 2000, que derrocó al presidente constitucional Jamil Mahuad. Cuando Gutiérrez asume la presidencia del país, es designado gobernador de la provincia de Azuay. Ha participado activamente de procesos políticos y electorales. 

## Congreso y Asamblea Nacional
Aguirre encabeza la lista de candidatos al Congreso Nacional del Ecuador en las Elecciones legislativas de Ecuador de 2006, por el Partido Sociedad Patriótica 21 de Enero obteniendo así una curul por primera vez, siendo el congreso destituido el mismo año de su posesión.
Luego, Aguirre volvería a lanzarse a la Asamblea Nacional de Ecuador por el PSP en las Elecciones legislativas de Ecuador de 2009, logrando nuevamente obtener una curul, finalizando sus actividades en 2013. Aguirre ha ocupado otros cargos relevantes, entre los que se encuentran: 
- Comandante de Inteligencia Militar en la Provincia del Azuay.
- Comandante de Inteligencia Militar en la Provincia del Guayas.
- Catedrático de la Universidad Espíritu Santo.
- Presidente del Consejo de Programación de Obras Emergentes del Austro.
- Presidente de la Defensa Civil.[2]

## Participación política posterior
Aguirre, junto a otros personajes como Pedro José Freile, fundaría la agrupación política Quinto Poder. En las Elecciones seccionales de Ecuador de 2014, Aguirre presentó su precandidatura a la alcaldía de Cuenca, dicha candidatura nunca se concretó, a pesar de que su nombre en encuestas se posicionaba como una de las tres favoritas.  
Luego de sus triunfos electorales, Aguirre se distancia del Partido Sociedad Patriótica, para formar su propio movimiento, posteriormente se une a las filas del Partido Social Cristiano siendo elegido presidente provincial del partido. En las Elecciones legislativas de Ecuador de 2017, se postula como asambleísta por su provincia, quedando por un lugar, fuera de las cinco curules que ofrece el Azuay en la Asamblea Nacional.  
Aguirre participa en las Elecciones seccionales de Ecuador de 2019, aspirando por primera vez a un cargo de autoridad local, siendo candidato a la prefectura del Azuay, obteniendo 10 mil votos, y con ello el séptimo lugar; según Aguirre, esto debido a que el PSC no presentó candidato a la alcaldía de Cuenca.
Para las Elecciones presidenciales de Ecuador de 2021 se presumía su candidatura a la asamblea por Azuay, en apoyo de la misma tienda política, sin embargo, después de que se realizaran las elecciones primarias, su nombre no fue nominado. El partido eligió a la entonces asambleísta Lourdes Cuesta, sin embargo, Aguirre afirmó que apoyará la candidatura de Cuesta y que seguiría participando en el partido como jefe de campaña. Dicha candidatura no prosperó y Cuesta no obtuvo la curul. 
En las Elecciones presidenciales de Ecuador de 2023, Fernando Aguirre, en calidad de presidente provincial del PSC, firma una alianza electoral con el movimiento local Nueva generación, lista 100, del exalcalde de Cuenca Pedro Palacios, llamada "Azuay Sin Miedo" que endosa la candidatura de Hugo Palacios y apoya la candidatura presidencial de Jan Topic. El trabajo de campaña prosperó, pues el candidato presidencial obtuvo alrededor de 13 puntos porcentuales en la provincia, la lista nacional de asambleístas por el PSC, 8, y la lista encabezada por Palacios, obtuvo 7, que, aunque no le permitió acceder a la curul, el partido obtuvo su mejor resultado electoral a nivel provincial desde las elecciones legislativas de 2006, donde Antonio Álvarez obtuvo una curul.